# Sibide
Sibide is een bestuurslaag in het regentschap Toba Samosir van de provincie Noord-Sumatra, Indonesië. Sibide telt 611 inwoners (volkstelling 2010).